# Giovanni Carminucci
Pour les articles homonymes, voir Carminucci.
Giovanni Carminucci, né le 14 novembre 1939 à San Benedetto del Tronto, mort le 18 février 2007 à Rome, était un gymnaste italien.

## Biographie
Il est le frère de Pasquale Carminucci.

## Palmarès

### Jeux olympiques
- Rome 1960
  -  médaille de bronze au concours par équipes
  -  médaille d'argent aux barres parallèles

- Tokyo 1964

- Mexico 1968

### Championnats du monde
- Prague 1962
  - Finaliste aux barres parallèles

### Championnats d'Europe
- Copenhague 1959
  - 5e au cheval d'arçons
  - 5e aux barres parallèles

- Luxembourg 1961
  -  médaille de bronze au concours général individuel
  - 6e au cheval d'arçons
  -  médaille d'or au saut de cheval
  -  médaille de bronze aux barres parallèles

- Belgrade 1963
  -  médaille d'or aux barres parallèles

- Anvers 1965
  - 5e au sol

- Tampere 1967
  -  médaille de bronze aux barres parallèles

- Madrid 1971
  -  médaille d'or aux barres parallèles